# Песо-лей
Песо-лей, законное песо (исп. peso ley), песо закона 18.188 — денежная единица Аргентины в период с 1 января 1970 года по 5 мая 1983 года. Состояло из 100 сентаво.

## История
Песо-лей — разновидность аргентинского песо, являвшегося национальной валютой Аргентины в период с 1 января 1970 года по 5 мая 1983 года. Чтобы отличать эту валюту от других её также называли «законное песо» или «песо закона 18.188» (она была введена в соответствии с законом № 18.188 от 5 апреля 1969 года.
Песо-лей делилось на 100 сентаво, его символ — $L, иногда просто $. Оно заменило песо-насиональ (обмен осуществлялся в соотношении 100 к 1 песо-лей), но через 13 лет из-за сильного бесценения уступило место новой разновидности песо в соотношении 10 000 к 1.

## Монеты
| Аргентинский песо-лей 1970—1981 годов | Аргентинский песо-лей 1970—1981 годов | Аргентинский песо-лей 1970—1981 годов | Аргентинский песо-лей 1970—1981 годов | Аргентинский песо-лей 1970—1981 годов | Аргентинский песо-лей 1970—1981 годов | Аргентинский песо-лей 1970—1981 годов | Аргентинский песо-лей 1970—1981 годов | Аргентинский песо-лей 1970—1981 годов | Аргентинский песо-лей 1970—1981 годов |
| Номинал                               | Наименование                          | Годы чеканки                          | Металл                                | Гурт                                  | Вес (г)                               | Диаметр (мм)                          | Толщина (мм)                          | Годы                                  | Годы                                  |
| Номинал                               | Наименование                          | Годы чеканки                          | Металл                                | Гурт                                  | Вес (г)                               | Диаметр (мм)                          | Толщина (мм)                          | введения                              | изъятия                               |
| ------------------------------------- | ------------------------------------- | ------------------------------------- | ------------------------------------- | ------------------------------------- | ------------------------------------- | ------------------------------------- | ------------------------------------- | ------------------------------------- | ------------------------------------- |
| 1 сентаво                             | Свобода                               | 1970—1975                             | Алюминий                              | Гладкий                               | 0.6                                   | 15.5                                  | 1.5                                   |                                       |                                       |
| 5 сентаво                             | Свобода                               | 1970—1975                             | Алюминий                              | Гладкий                               | 0,89                                  | 17,7                                  | 1,8                                   |                                       |                                       |
| 10 сентаво                            | Свобода                               | 1970—1976                             | Латунь                                | Рубчатый                              | 2,2                                   | 16,5                                  | 1,5                                   |                                       |                                       |
| 20 сентаво                            | Свобода                               | 1970—1976                             | Латунь                                | Рубчатый                              | 2,94                                  | 18,5                                  | 1,7                                   |                                       |                                       |
| 50 сентаво                            | Свобода                               | 1970—1976                             | Латунь                                | Рубчатый                              | 4,11                                  | 21                                    | 2                                     |                                       |                                       |
| 1 песо-лей                            | Майское солнце                        | 1974—1976                             | Алюминиевая бронза                    | Рубчатый                              | 5                                     | 22,3                                  | 2                                     |                                       |                                       |
| 5 песо-лей                            | Майское солнце                        | 1976—1977                             | Алюминиевая бронза                    | Рубчатый                              | 5,7                                   | 23,7                                  | 2                                     |                                       |                                       |
| 10 песо-лей                           | Майское солнце                        | 1976—1978                             | Алюминиевая бронза                    | Рубчатый                              | 6,5                                   | 25,3                                  | 2                                     |                                       |                                       |
| 50 песо-лей                           | Генерал Хосе де Сан-Мартин            | 1979—1980                             | Алюминиевая бронза                    | Рубчатый                              | 7,5                                   | 26,2                                  | 2,2                                   |                                       |                                       |
| 50 песо-лей                           | Генерал Хосе де Сан-Мартин            | 1980—1981                             | Сталь с латунным покрытием            | Рубчатый                              | 7,5                                   | 26,2                                  | 2,2                                   |                                       |                                       |
| 100 песо-лей                          | Генерал Хосе де Сан-Мартин            | 1979—1980                             | Алюминиевая бронза                    | Рубчатый                              | 8                                     | 27,2                                  | 2                                     |                                       |                                       |
| 100 песо-лей                          | Генерал Хосе де Сан-Мартин            | 1980—1981                             | Сталь с латунным покрытием            | Рубчатый                              | 8                                     | 27,2                                  | 2                                     |                                       |                                       |

## Банкноты
| Аргентинский песо-лей 1970—1983 годов | Аргентинский песо-лей 1970—1983 годов | Аргентинский песо-лей 1970—1983 годов | Аргентинский песо-лей 1970—1983 годов | Аргентинский песо-лей 1970—1983 годов | Аргентинский песо-лей 1970—1983 годов | Аргентинский песо-лей 1970—1983 годов    | Аргентинский песо-лей 1970—1983 годов | Аргентинский песо-лей 1970—1983 годов | Аргентинский песо-лей 1970—1983 годов |
| Изображение                           | Изображение                           | Номинал (песо)                        | Размеры (мм)                          | Основные цвета                        | Описание                              | Описание                                 | Даты                                  | Даты                                  | Даты                                  |
| Лицевая сторона                       | Оборотная сторона                     | Номинал (песо)                        | Размеры (мм)                          | Основные цвета                        | Лицевая сторона                       | Оборотная сторона                        | Введения                              | Изъятия                               | Окончание обмена                      |
| ------------------------------------- | ------------------------------------- | ------------------------------------- | ------------------------------------- | ------------------------------------- | ------------------------------------- | ---------------------------------------- | ------------------------------------- | ------------------------------------- | ------------------------------------- |
|                                       |                                       | 1                                     | 155×75                                | оранжевый                             | Мануэль Бельграно                     | Науэль-Уапи                              | 30 января 1970                        | 1 апреля 1981                         | 1 апреля 1982                         |
|                                       |                                       | 5                                     | 155×75                                | синий                                 | Мануэль Бельграно                     | Мемориал национального флага в Росарио   | 24 ноября 1971                        | 1 апреля 1981                         | 1 апреля 1982                         |
|                                       |                                       | 10                                    | 155×75                                | фиолетовый                            | Мануэль Бельграно                     | Водопады Игуасу                          | 1 сентября 1970                       | 1 апреля 1981                         | 1 апреля 1982                         |
|                                       |                                       | 50                                    | 155×75                                | зелёно-фиолетовый                     | Хосе де Сан Мартин                    | Термас-де-Рейес (Жужуй)                  | 15 марта 1972                         | 1 апреля 1981                         | 1 апреля 1982                         |
|                                       |                                       | 100                                   | 155×75                                | бордовый                              | Хосе де Сан Мартин                    | Ушуая                                    | 15 февраля 1971                       | 1 апреля 1981                         | 1 апреля 1982                         |
|                                       |                                       | 500                                   | 155×75                                | салатовый                             | Хосе де Сан Мартин                    | Серро де ла Глория (Мендоса)             | 30 ноября 1972                        | 2 апреля 1984                         | 29 июня 1984                          |
|                                       |                                       | 1000                                  | 155×75                                | бежевый                               | Хосе де Сан Мартин                    | Площадь Мая (Буэнос-Айрес)               | 27 ноября 1973                        | 2 апреля 1984                         | 29 июня 1984                          |
|                                       |                                       | 5000                                  | 155×75                                | голубой                               | Хосе де Сан Мартин                    | Мар-дель-Плата                           | 12 декабря 1977                       | 2 апреля 1984                         | 29 июня 1984                          |
|                                       |                                       | 10 000                                | 155×75                                | красный                               | Хосе де Сан Мартин                    | Эль-Пальмар (Энтре-Риос)                 | 25 октября 1976                       | 19 июля 1985                          | 1 октября 1985                        |
|                                       |                                       | 50 000                                | 155×75                                | коричневый                            | Хосе де Сан Мартин                    | Центральный банк Аргентинской Республики | 19 февраля 1979                       | 19 июля 1985                          | 1 октября 1985                        |
|                                       |                                       | 100 000                               | 155×75                                | фиолетово-красный                     | Хосе де Сан Мартин                    | Монетный двор Аргентины                  | 1 ноября 1979                         | 19 июля 1985                          | 1 октября 1985                        |
|                                       |                                       | 500 000                               | 155×75                                | зелёный                               | Хосе де Сан Мартин                    | Основание Буэнос-Айреса                  | 28 июля 1980                          | 19 июля 1985                          | 1 октября 1985                        |
|                                       |                                       | 1 000 000                             | 155×75                                | розовый                               | Хосе де Сан Мартин                    | Майская революция                        | 25 ноября 1981                        | 19 июля 1985                          | 1 октября 1985                        |